# Vigili el Diaca
Vigili el Diaca (en llatí Vigilius Diaconus) fou un religiós grec que va florir sota els emperadors Arcadi i Honori. És esmentat per Gennadi i Tritemi com el compilador d'una Regula Monachorum que encara es conserva i es pot trobar amb el títol de Regulae Orientales ex Patrum Orientalium Regulis collectae a Vigilio Diacono, al Codex Regularum, publicat a Roma el 1661 per L. Holstein, i després a París el 1663.